# Day & Age
Day & Age is het vierde album van de Amerikaanse rockband The Killers, en is 19 november 2008 uitgekomen in Japan, in de rest van de wereld kwam het album enkele dagen later uit.

## Tracklist
1. "Losing Touch"
2. " Human"
3. "Spaceman"
4. "Joyride"
5. "A Dustland Fairytale"
6. "This Is Your Life"
7. "I Can't Stay"
8. "Neon Tiger"
9. "The World We Live In"
10. "Goodnight, Travel Well"

## Hitnotering
| "Day & Age" in de Nederlandse Album Top 100 - binnen: 29-11-2008 | "Day & Age" in de Nederlandse Album Top 100 - binnen: 29-11-2008 | "Day & Age" in de Nederlandse Album Top 100 - binnen: 29-11-2008 | "Day & Age" in de Nederlandse Album Top 100 - binnen: 29-11-2008 | "Day & Age" in de Nederlandse Album Top 100 - binnen: 29-11-2008 | "Day & Age" in de Nederlandse Album Top 100 - binnen: 29-11-2008 | "Day & Age" in de Nederlandse Album Top 100 - binnen: 29-11-2008 | "Day & Age" in de Nederlandse Album Top 100 - binnen: 29-11-2008 | "Day & Age" in de Nederlandse Album Top 100 - binnen: 29-11-2008 | "Day & Age" in de Nederlandse Album Top 100 - binnen: 29-11-2008 | "Day & Age" in de Nederlandse Album Top 100 - binnen: 29-11-2008 | "Day & Age" in de Nederlandse Album Top 100 - binnen: 29-11-2008 | "Day & Age" in de Nederlandse Album Top 100 - binnen: 29-11-2008 | "Day & Age" in de Nederlandse Album Top 100 - binnen: 29-11-2008 | "Day & Age" in de Nederlandse Album Top 100 - binnen: 29-11-2008 | "Day & Age" in de Nederlandse Album Top 100 - binnen: 29-11-2008 | "Day & Age" in de Nederlandse Album Top 100 - binnen: 29-11-2008 | "Day & Age" in de Nederlandse Album Top 100 - binnen: 29-11-2008 | "Day & Age" in de Nederlandse Album Top 100 - binnen: 29-11-2008 | "Day & Age" in de Nederlandse Album Top 100 - binnen: 29-11-2008 | "Day & Age" in de Nederlandse Album Top 100 - binnen: 29-11-2008 | "Day & Age" in de Nederlandse Album Top 100 - binnen: 29-11-2008 | "Day & Age" in de Nederlandse Album Top 100 - binnen: 29-11-2008 |
| Week                                                             | 01                                                               | 02                                                               | 03                                                               | 04                                                               | 05                                                               | 06                                                               | 07                                                               | 08                                                               | 09                                                               | 10                                                               | 11                                                               | 12                                                               | 13                                                               | 14                                                               | 15                                                               | 16                                                               | 17                                                               | 18                                                               | 19                                                               | 20                                                               | 21                                                               | 22                                                               |
| ---------------------------------------------------------------- | ---------------------------------------------------------------- | ---------------------------------------------------------------- | ---------------------------------------------------------------- | ---------------------------------------------------------------- | ---------------------------------------------------------------- | ---------------------------------------------------------------- | ---------------------------------------------------------------- | ---------------------------------------------------------------- | ---------------------------------------------------------------- | ---------------------------------------------------------------- | ---------------------------------------------------------------- | ---------------------------------------------------------------- | ---------------------------------------------------------------- | ---------------------------------------------------------------- | ---------------------------------------------------------------- | ---------------------------------------------------------------- | ---------------------------------------------------------------- | ---------------------------------------------------------------- | ---------------------------------------------------------------- | ---------------------------------------------------------------- | ---------------------------------------------------------------- | ---------------------------------------------------------------- |
| Nummer                                                           | 12                                                               | 27                                                               | 25                                                               | 27                                                               | 32                                                               | 33                                                               | 33                                                               | 25                                                               | 28                                                               | 28                                                               | 31                                                               | 25                                                               | 24                                                               | 27                                                               | 27                                                               | 27                                                               | 40                                                               | 36                                                               | 44                                                               | 52                                                               | 61                                                               | 66                                                               |
| Week                                                             | 23                                                               | 24                                                               | 25                                                               | 26                                                               | 27                                                               | 28                                                               | 29                                                               | 30                                                               | 31                                                               | 32                                                               | 33                                                               | 34                                                               | 35                                                               | 36                                                               | 37                                                               | 38                                                               | 39                                                               | 40                                                               | 41                                                               | 42                                                               |                                                                  |                                                                  |
| Nummer                                                           | 70                                                               | 70                                                               | 74                                                               | 92                                                               | 74                                                               | 34                                                               | 39                                                               | 42                                                               | 47                                                               | 41                                                               | 51                                                               | 48                                                               | 47                                                               | 56                                                               | 53                                                               | 60                                                               | 47                                                               | 76                                                               | 91                                                               | 79                                                               | uit                                                              |                                                                  |